# Onno (mag ik je toyboy zijn?)
Onno (mag ik je toyboy zijn?) is een lied van de Nederlandse carnavalsact Alberto van zanger Inge Van Den Biggelaar. Het werd in 2015 als single uitgebracht.

## Achtergrond
Onno (mag ik je toyboy zijn?) is geschreven door Aad Klaris en Roel Jongenelen en geproduceerd door Richard van Iperen. Het is een carnavalskraker gemaakt op de melodie van de Colonel Bogey Mars uit 1914. De tekst gaat over Onno Hoes, die in 2014 meermaals in het nieuws was omdat hij zoenend was gefotografeerd met Ruud Schepers, die veel jonger was dan Hoes, terwijl Hoes een relatie had met Albert Verlinde De relatiebreuk met Verlinde die daarop volgde (anno 2023 zijn Hoes en Verlinde weer bij elkaar), werd ook groot uitgelicht in de media. Dit alles gebeurde toen Hoes burgemeester was van Maastricht. In het lied wordt er door de liedverteller gevraagd of ook hij een toyboy van Hoes mag zijn. Het nummer werd bij toeval door de liedschrijvers gemaakt. Jongenelen vertelde hierover dat een vriend hem belde en vervolgens een deel van het lied zong. Hiermee ging Jongenelen verder aan de slag. 
Toen het nummer af was, werd het geplaatst op mediaplatform YouTube, waarna het viraal ging. Onder andere op Dumpert en GeenStijl was het een succes. Het nummer werd door radio-dj Edwin Evers bestempeld tot de carnavalskraker van 2015.
Hoes reageerde op het lied door te vermelden dat hij het had gehoord en dat hij het een leuk nummer vond.

## Hitnoteringen
De carnavalsact had weinig succes met het lied in de Nederlandse hitlijsten. Er was geen notering in de Single Top 100 en ook de Top 40 werd niet bereikt. Bij laatstgenoemde was er wel de zeventiende positie in de Tipparade.